# Тринаеста српска бригада НОВЈ
Тринаеста српска бригада НОВЈ формирана је 13. јуна 1944. у селу Вина, Вучје, код Лесковца од јединица Кукавичког партизанског одреда и мобилисаног људства из Поречја и с подручја доњег тока реке Јабланице. Имала је четири батаљона и Пратећу чету, а 14. септембра 1944. године 2,272 борца. Била је су саставу 22. српске дивизије НОВЈ.

## Ратни пут бригаде
Са јединицама 22. дивизије, 13. бригада је учествовала ноћу 14/15. јуна 1944. у нападу на немачко-бугарски гарнизон у Лесковцу, а потом у повлачењу ка планини Кукавици 15. јуна водила борбу против бугарских фашистичких снага на положају код села Мирошевца. Затим је 18. и 19. јуна водила борбе против бугарских снага, недићеваца и четника на положајима Бувачки вис (кота 780)-село Ђулекаре-Тупалски вис, 20. јуна на Великој глави против албанских квислиншких јединица, 11-13. јула против Бугара и недићеваца у рејону јужно и југоисточно од Лесковца, а 14/15. јула с јединицама 22. дивизије напала је Лесковац и Вучје. Поновно је 27. јула водила борбу против недићеваца, четника и Бугара јужно од Лебана, на положају Липовица-Клајићи-Бувачки вис. Код Мирошевца је 17. августа водила борбу против Немаца и припадника Српске државне страже из Лесковца, а 18-20. августа у саставу 24. српске дивизије учествовала у борбама за ослобођење Лебана. Крајем августа и у септембру дејствовала је у простору Лесковац, и рушила пругу између Лесковца и Владичиног Хана. У првој половини октобра учествовала је у борбама за ослобођење Ниша, а затим до краја октобра за ослобођење Косова, где је водила веома оштре борбе против Немаца и квислиншких албанских снага на Угљарском кршу (кота 1297), на Кртињаку, код села Тачевца и на Бајгори код Ниша и Лесковца ради ликвидације заосталих четничких група.